# Pentastichus ithacus
Pentastichus ithacus är en stekelart som först beskrevs av Moser 1965.  Pentastichus ithacus ingår i släktet Pentastichus och familjen finglanssteklar.